# Sulfatace (akumulátor)

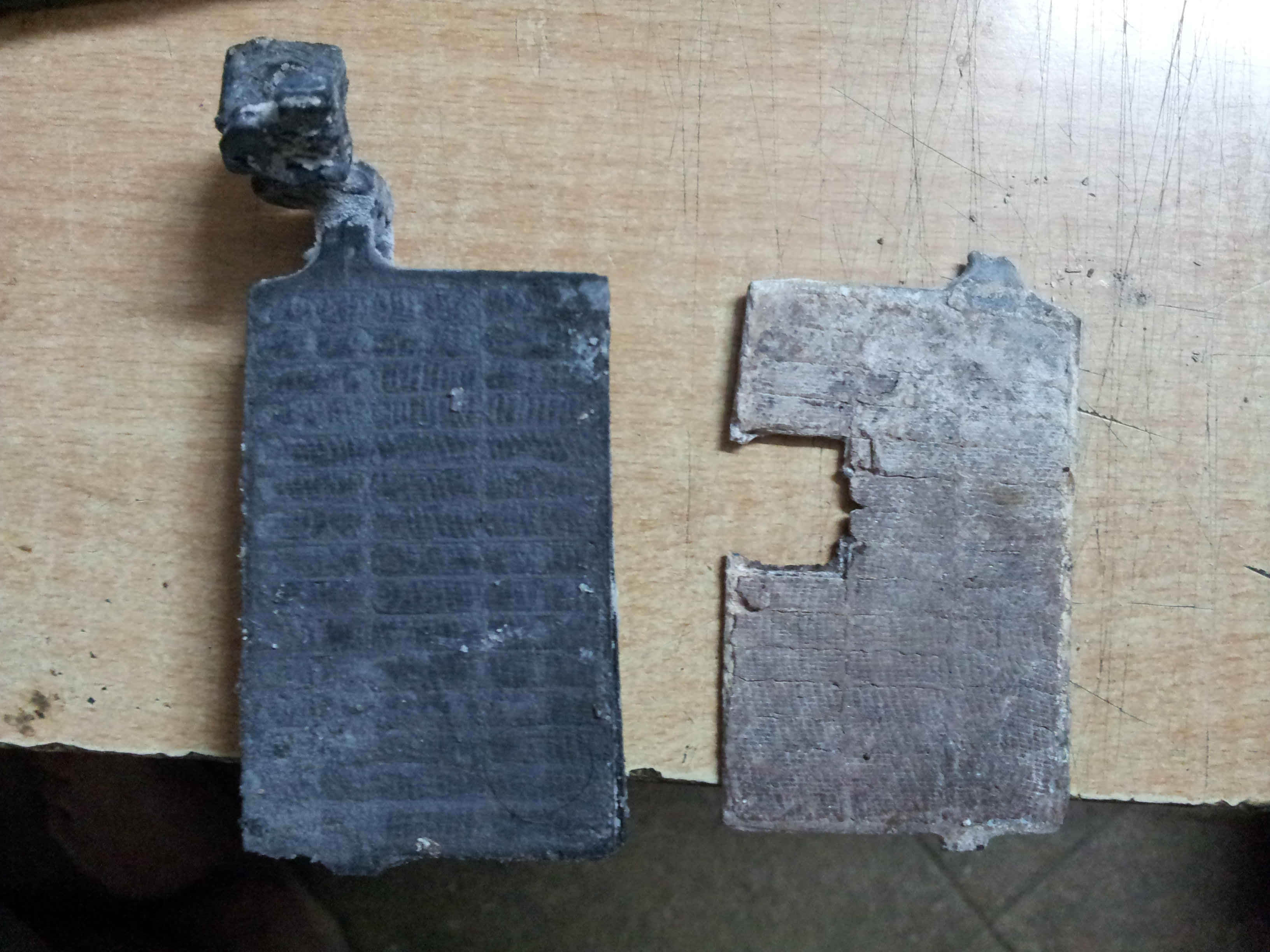
Sulfatace anody 12 voltového článku

Sulfatace je nežádoucí jev vyskytující se u olověného akumulátoru, když je delší dobu – řádově dny – ponechán v nedostatečně nabitém (případně vybitém) stavu. Podstatou tohoto jevu je postupný vznik krystalů síranu olovnatého (PbSO4) na elektrodách. Na rozdíl od původního amorfního síranu se vzniklé krystaly zúčastňují přeměn aktivní hmoty elektrod jen ve velmi omezené míře. Následkem toho dojde ke snížení kapacity akumulátoru. Dalším negativním důsledkem sulfatace je nárůst vnitřního odporu (a snížení vodivosti), který má za následek snížení napětí a proudu dodávaného akumulátorem, zvláště při velkých proudových odběrech. V případě, že se lze podívat dovnitř akumulátoru, je možné přítomnou sulfataci poznat – projevuje se přítomností bílých lesklých skvrn na elektrodách. Rychlost vzniku krystalů síranu olovnatého závisí na teplotě a míře vybití akumulátoru – s rostoucí teplotou a vybitím rychlost narůstá. Plně vybitý akumulátor při vyšší teplotě (více než 25 °C) výrazně sulfatuje již během jednoho dne; při nižších teplotách až po více dnech. U akumulátoru, který je vybit jen trochu, výraznější sulfatace nastává asi po třech a více dnech; v chladu po týdnu a více.

## Odstraňování sulfatace
Při pokusu o odstranění sulfatace – desulfataci – je třeba vytvořit takové podmínky, při nichž by krystalický síran olovnatý snadněji vstoupil do elektrochemické reakce. Dobrou metodou je nabíjet akumulátor krátkými pulzy značně vysokého napětí, které mohou rozrušit krystaly síranu olovnatého a vrátit je do elektrochemické reakce. Tuto metodu používají pro desulfataci některé "inteligentní" nabíječky.

### Jednoduchá desulfatace
Při desulfataci se nejdříve plně nabitý akumulátor vybíjí do napětí 10,8 V, přičemž se změří jeho výchozí kapacita. Poté se začne nabíjet střídavým proudem usměrněným diodou a současně se k němu paralelně připojí nějaká zátěž (žárovka). To znamená, že se akumulátor bude kladnou půlvlnu nabíjet a zápornou lehce vybíjet. Nabíjecí proud by měl mít hodnotu asi 0,01–0,02 kapacity akumulátoru dělené hodinami (C/h) a poměr vybíjecího proudu k nabíjecímu by měl být mezi 1:5–1:10 ve prospěch nabíjecího. Vlivem tohoto vybíjení se depolarizují krystaly síranu na elektrodách, čímž dochází k jejich snazšímu rozpouštění. Při nabíjení by napětí nemělo přesáhnout 14,7 V. Takto se akumulátor nechá nabíjet 3–7 dní v závislosti na hodnotě nabíjecího proudu.
Poté se vybíjí do napětí 10,8 V a výsledná kapacita se srovná s výchozí (viz výše). Desulfatační proces se opakuje cca 3x. Pokud ani poté nedojde ke zvýšení kapacity, je již akumulátor nenávratně poškozen.
Poznámka k realizaci této metody desulfatace.
Protože zdroj konstantního střídavého proudu je těžko dostupná věc, je v praxi přístupnější použít zdroj definovaného napětí, a to transformátor převádějící síťové napětí na vhodné napětí nižší velikosti. Nejnižší hodnota výstupního napětí transformátoru při zátěži výše uvedeným nabíjecím proudem plus proudem vybíjecím potřebná pro baterii 12 V je okolo 14,5–16 V v závislosti na typu baterie, použité diodě a míře sulfatace. Mezi zdroj a baterii je většinou nutné připojit předřadný rezistor, na kterém zůstane přebytek napětí transformátoru nad napětím na baterii, které je potřeba pro dosažení požadovaného nabíjecího proudu po většinu průběhu nabíjení. Velikost tohoto rezistoru se určí výpočtem z napětí transformátoru pod zátěží a napětí naměřeného na baterii pro stejnosměrný nabíjecí proud požadované velikosti.